# Адміністративний устрій Сторожинецького району
Адміністративний устрій Сторожинецького району — адміністративно-територіальний поділ Сторожинецького району Чернівецької області на 1 міську, 1 селищну, 2 сільські громади та 8 сільські ради, які об'єднують 39 населених пунктів та підпорядковані Сторожинецькій районній раді. Адміністративний центр — місто Сторожинець.

## Список громадСторожинецького району
- Великокучурівська сільська громада
- Красноїльська селищна громада
- Сторожинецька міська громада
- Чудейська сільська громада

## Список радСторожинецького району
| № | Назва                            | Центр              | Населені пункти                              | Площа км² | Місце за площею | Населення (2001), чол. | Місце за населенням |
| - | -------------------------------- | ------------------ | -------------------------------------------- | --------- | --------------- | ---------------------- | ------------------- |
| 1 | Бобовецька сільська рада         | c. Бобівці         | c. Бобівці                                   |           |                 |                        |                     |
| 2 | Буденецька сільська рада         | c. Буденець        | c. Буденець                                  |           |                 |                        |                     |
| 3 | Верхньопетровецька сільська рада | c. Верхні Петрівці | c. Верхні Петрівці                           |           |                 |                        |                     |
| 4 | Кам'янська сільська рада         | c. Кам'яна         | c. Кам'яна c. Глибочок                       |           |                 |                        |                     |
| 5 | Михальчанська сільська рада      | c. Михальча        | c. Михальча c. Дубове c. Заволока c. Спаська |           |                 |                        |                     |
| 6 | Нижньопетровецька сільська рада  | c. Нижні Петрівці  | c. Нижні Петрівці c. Аршиця                  |           |                 |                        |                     |
| 7 | Ропчанська сільська рада         | c. Ропча           | c. Ропча                                     |           |                 |                        |                     |
| 8 | Старобросковецька сільська рада  | c. Старі Бросківці | c. Старі Бросківці                           |           |                 |                        |                     |
| 9 | Череська сільська рада           | c. Череш           | c. Череш                                     |           |                 |                        |                     |

* Примітки: м. — місто, с-ще — селище, смт — селище міського типу, с. — село